# Municipio de Wadsworth (Dakota del Norte)
El municipio de Wadsworth (en inglés: Wadsworth Township) es un municipio ubicado en el condado de Stutsman en el estado estadounidense de Dakota del Norte. En el año 2010 tenía una población de 22 habitantes y una densidad poblacional de 0,24 personas por km².

## Geografía
El municipio de Wadsworth se encuentra ubicado en las coordenadas 47°12′13″N 99°16′49″O / 47.20361, -99.28028. Según la Oficina del Censo de los Estados Unidos, el municipio tiene una superficie total de 92.21 km², de la cual 84,63 km² corresponden a tierra firme y (8,23 %) 7,59 km² es agua.

## Demografía
Según el censo de 2010, había 22 personas residiendo en el municipio de Wadsworth. La densidad de población era de 0,24 hab./km². De los 22 habitantes, el municipio de Wadsworth estaba compuesto por el 100 % blancos. Del total de la población el 0 % eran hispanos o latinos de cualquier raza.